# Elecciones parlamentarias de Crimea de 2014
Se llevaron a cabo elecciones parlamentarias en la República de Crimea y la Ciudad Federal de Sebastopol en 14 de septiembre de 2014. Estas fueron las primeras elecciones desde la adhesión de Crimea a Rusia.
Tanto Ucrania, que reclama la soberanía, como la Unión Europea consideraron como «ilegítimas» las elecciones. Días más tarde, una delegación de observadores del grupo de la ultraderecha nacionalista japonesa Issui-Kai, que efectuó el monitoreo de las elecciones, constató que la votación «fue libre».

## Coyuntura
Después de la crisis de Crimea de 2014, en la secuencia de la aprobación del referéndum de secesión de Ucrania, la declaración de independencia de la República de Crimea y Sebastopol de Ucrania y el proceso de anexión a Rusia que le siguió, el 11 de abril de 2014, el Consejo Estatal de la República de Crimea aprobó un llamamiento conjunto de Crimea y de la Asamblea Legislativa de Sebastopol al presidente ruso Vladímir Putin, pidiéndole que promoviese elecciones parlamentarias antecipadas en septiembre de 2014 (en lugar de 2015) «para acelerar la integración de la República de Crimea y de Sebastopol en el sistema de gobierno de la Federación Rusa».
El 17 de abril, Putin presentó un proyecto de ley sobre las elecciones parlamentarias en Crimea y Sebastopol a la Duma Estatal, estableciendo el 14 de septiembre de 2014 como la fecha de las elecciones. En este día también se celebraron elecciones en otras 30 regiones y 14 legislaturas regionales de Rusia.

### Estatus de Crimea según Ucrania
Ucrania no reconoció la adhesión de Crimea y Sebastopol a la Federación de Rusia, al igual que la independencia de los territorios que formaron parte de Ucrania entre 1954 y 2014. Según declaró un portavoz del Ministerio de Relaciones Exteriores ucraniano, Kiev consideró que la decisión de adhesión «no tiene relación con la democracia, el derecho y el sentido común». El Gobierno de Ucrania pidió a las Naciones Unidas el 19 de marzo que declare Crimea «zona desmilitarizada» y que obligue a las fuerzas prorrusas a abandonar la zona. También anunció su intención de introducir un régimen de visados con Rusia y de abandonar la Comunidad de Estados Independientes. Al mismo tiempo, el país declaró que no iba a romper sus relaciones diplomáticas con Rusia por los habitantes ucranianos que habitan en territorio ruso.
Debido al reclamo de soberanía ucraniano, los ciudadanos crimeos que obtuvieron el pasaporte ruso tras la adehsión, conservan la nacionalidad ucraniana siempre que conserven el pasaporte ucraniano. También pueden participar en las elecciones presidenciales y legislativas. También se mantienen los derechos de propiedad de Ucrania, de la República Autónoma de Crimea, de la ciudad de Sebastopol, de los municipios y de otros sujetos de derecho público.

## Sistema electoral
De acuerdo con el presidente del Consejo Estatal de la República de Crimea, Vladímir Konstantínov, las elecciones se llevarían a cabo de acuerdo con un sistema mixto. 50 diputados serían elegidos según el sistema de representación proporcional y 25 serían elegidos en las circunscripciones según un escrutinio uninominal mayoritario.
El Presidente de la Comisión Electoral Central de Rusia, Vladímir Churov, dijo que la comisión presentó la solicitud de financiación por parte del gobierno de 400 millones de rublos para llevar a cabo la elección.
El 9 de septiembre de 2014, el Jefe de la República de Crimea, Serguéi Aksiónov, anunció que los residentes de Crimea que no habían logrado obtener un pasaporte de la Federación Rusa, serían capaces de participar en las elecciones mediante su registro local ucraniano.

## Oposición dentro de Crimea
Los tártaros de Crimea habían llamado a un boicot de las elecciones.
Figuras de la oposición en Crimea se quejaron que fueron privados de ganar escaños a causa de «tácticas administrativas» que asegurarían que aspirantes aprobados no tendrían ninguna posibilidad de ganar terreno.

## Resultados
Sólo dos partidos superaron el umbral electoral: Rusia Unida ganó 70 de los 75 escaños del Consejo Estatal de la República de Crimea, ya que sus candidatos ganaron en los 25 distritos electorales uninominales y ganó 70,18 % de los votos de las listas partidarias; los otros 5 mandatos fueron al Partido Liberal-Demócrata de Rusia que ganó el 8,49 % de los votos de las listas partidarias. La participación electoral fue de 53,6 %. 3,55 % de los votos fueron considerados nulos.
Se presentaron 803 candidatos a las elecciones parlamentarias; 108 candidatos en las circunscripciones electorales uninominales y los restantes como candidatos en las listas de 12 partidos políticos.